# Łukasz Teodorczyk
Łukasz Teodorczyk (født 3. juni 1991 i Żuromin, Polen) er en polsk fodboldspiller, der spiller som angriber i Anderlecht.

## Titler
Polske liga
- 2014/15 med Lech Poznań

Premier-liha
- 2014/15, 2015/16 med Dynamo Kyiv